# فانيسا كاري
فانيسا كاري (بالإنجليزية: Vanessa Curry)‏ هي راقصة وعارضة ومغنية وكاتبة غنائية أمريكية، ولدت في 1990 في الولايات المتحدة.

## وصلات خارجية
- الموقع الرسمي